# The Duenna
La Dueña es la única ópera compuesta por el compositor español Roberto Gerhard. Usó como libreto el texto en inglés The Duenna, de Richard Brinsley Sheridan, sobre el que ya se había compuesto una ópera cómica en tres actos, The Duenna, en el siglo XVIII en su mayor parte por Thomas Linley el Viejo y su hijo Thomas Linley el Joven. Roberto Gerhard escribió el título de la obra en español. Lo compuso en el año 1947-1949, estando en el exilio.
Se estrenó como retransmisiones de radio de la BBC los días 23 y 25 de febrero de 1949, con la Orquesta Sinfónica de la BBC dirigida por Stanford Robinson. El estreno en escena (en inglés) fue en el Teatro de la Zarzuela de Madrid, en el año 1992 en la que intervinieron, entre otros, el barítono Enrique Baquerizo y el tenor Emilio Sánchez. 
La obra dieciochesca The Duenna tuvo dos versiones en el siglo XX que usaban la misma historia original, pero no la música. Una es esta de Roberto Gerhard, y la otra de Serguéi Prokófiev en 1940. 
Se trata de su obra escénica más importante. Requiere un elenco de dos tenores, dos sopranos una mezzosoprano, 2 barítonos, 1 bajo, cantante, coros, narrador y orquesta.

## Personajes
- Don Jerome
- Don Ferdinando
- Doña María Luisa
- La Dueña
- Don Antonio
- Doña Clara de Almansa
- Don Isaac
- Padre Paúl
- López